# VEF
VEF, förkortning för Valsts Elektrotehniskā Fabrika, är en lettisk elektroniktillverkare
VEF grundades 1919 och hade fram till andra världskriget en bred produktpalett som bl.a. innefattande flygplanstillverkning och tillverkningen av den första Minoxkameran. 1928-1933 tillverkade man även en liten bil. Under Sovjettiden specialiserades sig VEF på elektroniktillverkning som en del av Lettlands industri som levererade telekommunikationsutrustning och elektronik till bl.a. militären. 1991 arbetade 20 000 vid VEF. De mest kända produkterna var telefoner (vanliga över hela Sovjetunionen), telefonväxlar och radioapparater. 
Lettlands elektronikindustri hade stora problem att konkurrera med utländska företag när marknaden öppnades upp i början av 1990-talet. Problem var bl.a. dålig service och bristande produktkvalité. Försöken att omstrukturera de olika VEF-företagen misslyckades och man tappade 90 % av produktionen 1993-1997. VEF splittrades i sex mindre företag. Idag kvarstår två företag VEF un Ko, VEF TELEKOM och VEF Radiotehnika RRR som var för sig har mellan 100 och 200 anställda.